# Steinabühl
Steinabühl ist ein Gemeindeteil der Stadt Gunzenhausen im Landkreis Weißenburg-Gunzenhausen (Mittelfranken, Bayern). Steinabühl liegt in der Gemarkung Wald.

## Lage
Das Dorf Steinabühl liegt westlich des Altmühlsees und südwestlich des ebenfalls Gunzenhäuser Gemeindeteils Wald. Durch den Ort führt die Kreisstraße WUG 24.

## Ortsname
Der Ortsname lässt sich als „Siedlung am steinigen Hügel“ deuten.

## Geschichte
(Quelle:)

### Erstnennung
Steinabühl, eine Rodungssiedlung im Zuge des fränkischen Landesausbaus des 8. Jahrhunderts, wurde erstmals 1267 im Zusammenhang eines Besitzwechsels erwähnt, als der Eichstätter Bischof Hildebrand von Möhren dem Deutschen  Orden in Oettingen Güter des Heinrich Speto (= Späth) d. Ä. von Stainhart und Faimingen zueignete und diesem mit einer Halbhube zu „Steynenhubel“ „iuxta Walde“ (= bei Wald) entschädigte. 1298 erhielt das Kloster Heidenheim vom Eichstätter Bischof Konrad II. von Pfeffenhausen Einkünfte in „Stainenpuehel“.

### 14. bis 17. Jahrhundert
1385 vermachte Ritter Konrad von Lentersheim d. Ä., der leibgedingsweise die Veste Wald innehatte, dem Burggrafen von Nürnberg die Veste mit allem Zubehör, darunter „Steinenbuhel bey Walde gelegen“. 1393 nahm der Nürnberger Burggraf einen Fritz Vischer zu „Stainbuehell“ in seinen Schutz und unterstellte ihn dem Amt Gunzenhausen. Jahrzehnte später wurde überliefert, dass „Stainpuch“ (eine verderbte Schreibform Nürnberger Herkunft) in die Pfarrei Wald gehörte. Das Gunzenhäuser Salbuch von 1532 sagt aus, dass im Dorf vier Untertanen, nämlich Leder Jorg, Linhart Apels Hausfrau, Hans Vogler und der Inhaber der Erbschmiede Hans Schmidt, zum brandenburgisch-ansbachischen Amt Wald gehören; je ein Untertan gehört dem Kloster Heidenheim, dem Christof von Lentersheim zu Altenmuhr, dem Bernhart von Lüchau, dem Jörg (Ludwig) von Eyb (mindestens seit 1514), der Kirche zu Mörsach, dem markgräflichen Kastenamt Gunzenhausen; drei Untertanen gehören den Grafen von Oettingen. Die hohe und niedere Gerichtsbarkeit über das Dorf  von 13 Gütern hatten die Markgrafen von Brandenburg-Ansbach inne. Eines dieser Güter wechselte 1542 den Besitz von Georg Bermeter zu Rothenburg ob der Tauber zum Ansbacher markgräflichen Rat und Juristen Augustin Megersheimer. Ein Gut des Dorfes verkauften 1585 die Erben des Hans Wolf von Lentersheim an den Ritter Hans Jakob von Seckendorff-Pfaff zu Bechhofen; noch im 17. Jahrhundert saß darauf eine nach Bechhofen zinsende Familie Kolb. Ein weiterer Güterwechsel ist für 1589 beurkundet, als ein Gut von den Willingischen und Dettelbachischen Erben an den Markgrafen überging.
1608 wurde berichtet, dass das Dorf „Waldt“ aus vier „Flecken“ besteht, nämlich aus Wald selbst und aus den Weilern „Steinenpühl“, Moßkorb und Schweina. Zwei Jahre später verlieh Markgraf Joachim Ernst „Ämptlein und Schlößlein Waldt“ mit allem Zubehör an Wolf Christoph von Lentersheim; dazu gehörten vier Güter und ein Haus zu „Steinabühell“. Der Gesamtbesitz Wald und damit die Güter von Steinbühl gingen an Ludwig von Zocha über, 1624 als brandenburgisches Lehen zunächst auf Leibgeding-Basis und 1626 als erbliches Rittermannlehen. Die von Zocha übten fortan die Gemeindeherrschaft aus.

### Vom 18. Jahrhundert bis in die Gegenwart
Ein Jahrhundert später, 1732, zinsten von den nach wie vor 13 Untertanen des Dorfes drei an das markgräfliche Kastenamt Gunzenhausen, einer an das Verwalteramt Heidenheim, einer an das Verwalteramt Bechhofen, drei an Oettingen-Spielberg und fünf an die von Zocha; der große Zehnt ging an Spielberg, der kleine an die Pfarrei Wald. Als die von Zocha ausstarben, belehnte 1749 der „Wilde Markgraf“ Carl Wilhelm Friedrich den auf seinen Wunsch hin nobilitierten Friedrich Ferdinand Ludwig Freiherrn von Falkenhausen mit dem Rittergut Wald und damit mit den Untertanen in Steinabühl.
1792 wurde das Dorf mit dem Fürstentum Brandenburg-Ansbach preußisch, wodurch sich aber an den grundherrlichen Verhältnissen zunächst nichts änderte. Erst im Zuge eines Grenzausgleichvertrages übergab vier Jahre später die Herrschaft Oettingen ihre drei Anwesen in Steinabühl den Preußen. 1802 wurde berichtet, dass Steinabühl mit seinen 13 Untertanen im Ansbachischen Oberamt Gunzenhausen mit dem „gleich dabey gelegenen Weiler“ Schweina eine Gemeinde ausmache. Ein Untertan zinst an das eichstättisch-bischöfliche Pfleg- und Kastenamt Arberg-Ornbau.
Am 1. Januar 1806 wurde Steinabühl mit dem nunmehr ehemaligen preußischen Fürstentum Ansbach infolge des Reichsdeputationshauptschlusses bayerisch. Die Gemeinde Wald mit Mooskorb, Schweina und Steinabühl gehörte ab 1808 zunächst als Steuerdistrikt, ab 1818 als Ruralgemeinde dem neuen Rezatkreis an.
Fünf Familien von Steinabühl unterstanden 1820 bis 1838 bzw. 1848 mit der niederen Gerichtsbarkeit dem Patrimonialgericht Wald-Lauffenbürg I. Klasse, bis es von Bayern zugunsten des Landgerichts Gunzenhausen eingezogen wurde.
1824 lebten in Steinabühl 14 Familien mit insgesamt 64 Personen und 1829 17 Familien mit 70 Personen. 1846 waren es 14 Häuser mit 15 Familien mit 67 „Seelen“, darunter ein Wirt und Metzger, ein Schuhmacher und ein Weber. Ein Jahrhundert später, 1950, wurden zwölf 12 Familien mit 83 Personen gezählt.
Zunächst im Landgericht/Bezirksamt (ab 1939 Landkreis) Gunzenhausen gelegen, wurde die bis dahin eigenständige vierfleckige Gemeinde Wald im Zuge der Gebietsreform in Bayern am 1. April 1971 nach Gunzenhausen eingemeindet und kam damit am 1. Juli 1972 in den neuen Landkreis Weißenburg-Gunzenhausen. 1987 wurden 80 Einwohner gezählt.

## Sonstiges
- Der in der Kirche von Wald vor dem Altar platzierte steinerne Taufstein ist die Stiftung eines Steinabühlers aus dem Jahr 1904.[23]